# Ricanocephalus robusta
Ricanocephalus robusta är en insektsart som beskrevs av Melichar 1898. Ricanocephalus robusta ingår i släktet Ricanocephalus och familjen Eurybrachidae. Inga underarter finns listade i Catalogue of Life.